# Земеринг (проход)
Земеринг, срещано и като Семеринг, (на немски: Semmering) е важен проход в Австрийските Алпи. Наблизо се намира едноименното градче Земеринг.

## Местоположение
Разположен е на 984 метра надморска височина между 2 федерални провинции на Австрия – Щирия и Долна Австрия. Той е най-важната транспортна връзка (заедно прохода Вексел) между Щирия (на запад) и Долна Австрия (на изток).
През него минава и на него е наименувана Земерингската железница – първата (1854) в света високопланинска железопътна линия, обявена за обект на световното наследство на ЮНЕСКО. През Земеринг минава също и аутобан с тунел.